# BabyWipe
„BabyWipe” – piosenka amerykańskiego rapera Ski Mask the Slump Goda, wydana 22 kwietnia 2017 roku. Utwór pochodzi z drugiego mixtape'u rapera, You Will Regret (2017). Piosenka została wyprodukowana przez CashMoneyAP.

## Teledysk
Teledysk został wyreżyserowany przez Cole’a Bennetta, został wydany 11 września 2017 r. Film zawiera psychodeliczną animację przedstawiającą Ski Maska w dziwnych scenariuszach, które „mieszają estetykę telewizji późnej nocy z lat 90. i sci-fi”. Teledysk w serwisie YouTube został odtworzony ponad 118 milionów razy (stan na listopad 2022 r.).

## Certyfikaty
| Kraj                 | Certyfikat | Ilość sprzedanych jednostek |
| -------------------- | ---------- | --------------------------- |
| USA (RIAA)           | Platyna    | 1,000,000                   |
| Nowa Zelandia (RMNZ) | Złoto      | 15, 000                     |